# 社稷坛
社稷坛是祭祀社稷时所用的祭坛。中文的“社稷”一词指代国家。社，是社神，主管土地；稷，是稷神，主管五谷。由于农业对国家的重要性，中国古代的历代帝王都非常重视祭祀社稷。祭祀社稷通常由皇族主持，祈盼五谷丰登、国土太平。社稷坛是重要的礼制建筑，在古代都城规划设计中有重要的地位。
按照《周礼·考工记》中“左祖右社”的记载，历代王朝都在都城建造太庙和社稷坛，二者分居左右，但具体位置不尽相同。元代都城大都的太庙在当时的齐化门（今朝阳门）内，社稷坛在平则门（今阜成门）内，虽然也是设在大内宫城的左右，但离皇城较远。
祭祀社稷的活动各朝也不尽相同，分为分祭和合祭两种方式。明朝以前的社稷坛“社”“稷”分开建坛，祭祀行礼也是分开的。南京社稷坛最初也是东西对峙，到明洪武十年（1377年），太祖朱元璋认为“社”“稷”固不可分，故让礼官奏议，合社稷共为一坛。遵照洪武十年以后的制式，北京社稷坛按照社稷合为一坛修建，即是今天人们所见的形制。
据明代的史料记载，皇家社稷坛在明代先后有3处：
- 南京社稷坛
- 中都社稷坛，位于安徽凤阳
- 北京社稷坛，位于北京中山公园内

除此之外明代的各藩王府亦设有社稷坛。